# 加茂利男
加茂 利男（かも としお、1945年1月8日 - ）は、日本の政治学者。専門は、地方自治論、政治過程論。大阪市立大学名誉教授。元立命館大学公共政策大学院公務研究科教授。恩師は吉富重夫。門下に伊藤恭彦他。

## 人物・経歴
和歌山県生まれ。1967年大阪市立大学法学部卒業。同年大阪市立大学法学部助手（学士助手）に就任。1972年同助教授、1985年同教授を経て、立命館大学公共政策大学院公務研究科教授。2014年立命館大学退職。日本地方自治学会理事長　日本政治学会理事長、自治体問題研究所理事長など歴任。

## 著書

### 単著
- 『現代政治の思想像――現代政治学批判序説』（日本評論社, 1975年）
- 『アメリカ二都物語――21世紀への旅』（青木書店, 1983年）
- 『都市の政治学』（自治体研究社, 1988年）
- 『二つの世紀のはざまで――国境を超える体制改革』（自治体研究社, 1990年）
- 『日本型政治システム――集権構造と分権改革』（有斐閣, 1993年）
- 『都市の政治学』（自治体研究社, 2000年）
- 『市町村合併と地方自治の未来――「構造改革」の時代のなかで』（自治体研究社, 2001年）
- 『地方自治・未来への選択―平成市町村合併と「地方構造改革」のなかで』（自治体研究社, 2002年）
- 『新しい地方自治制度の設計――「規模の利益」か「小さい自治の連合」か』（自治体研究社, 2005年）
- 『世界都市――「都市再生」の時代の中で』（有斐閣, 2005年）
- 『地上自治の再発見ー不安と混迷の時代に』（自治体研究社　2017年）

### 共著
- （田口富久治・佐々木一郎）『政治の科学――現代的課題と方法』（あゆみ出版社, 1972年）
- （田口富久治・佐々木一郎）『政治の科学――現代的課題と方法』（青木書店, 1974年）
- （遠藤宏一）『地方分権の検証』（自治体研究社, 1995年）
- （大西仁・石田徹・伊藤恭彦）『現代政治学』（有斐閣, 1998年／新版, 2003年／第3版, 2007年／第4版, 2012年）
- （白藤博行・山田公平）『地方自治制度改革論―自治体再編と自治権保障』（自治体研究社, 2004年）
- （中村剛治郎・高原一隆・佐無田光・榊原雄一郎・鈴木誠・岡田知弘・多田憲一郎・鎌倉健・鈴木茂・安東誠一）『基本ケースで学ぶ地域経済学』（有斐閣, 2008年）
- （鶴田 廣巳・角田英昭・岡田知弘）『幻想の道州制―道州制は地方分権改革か』（自治体研究社, 2009年）
- （永井史男・稲継裕昭）『自治体間連携の国際比較―市町村合併を超えて』（ミネルヴァ書房, 2010年）
- （加藤幸雄・榊原秀訓・柏原誠）『地方議会再生 名古屋・大阪・阿久根から』（自治体研究社, 2011年）

### 編著
- 『地域づくり運動新時代』（自治体研究社, 1984年）
- 『「構造改革」と自治体再編――平成の大合併・地方自治のゆくえ』（自治体研究社, 2003年）
- 『資料と解説自治体自立計画の実際――「三位一体の改革」と町村』（自治体研究社, 2004年）
- 『日本型地方自治改革と道州制』（自治体研究社, 2007年）

### 共編著
- （遠州尋美）『東南アジアサステナブル世界への挑戦』（有斐閣, 1998年）
- （白藤博行・山田公平）『地方自治制度改革論――自治体再編と自治権保障』（自治体研究社, 2004年）
- （徳久恭子）『縮小都市の政治学』（岩波書店、2017年